# Loi constitutive des Cortes
La loi constitutive des Cortes ou simplement loi des Cortes du 17 juillet 1942 a été promulguée pendant la première étape du régime franquiste, comme instrument de collaboration et d'auto-limitation.
Il établissait la formation d'une assemblée monocamérale au suffrage universel indirect avec une initiative légale théorique, bien que celle-ci réside dans la figure de Franco depuis la promulgation de la loi d'août 1939, qui lui attribuait la capacité de dicter des normes sans aucun type de condition.
Avec les autres sept lois fondamentales du régime (la charte du travail -1938-, charte des Espagnols -1945-, loi du référendum national -1945-, loi de succession du chef de l'État -1947-, loi des principes du Mouvement national -1958-, loi organique de l'État -1967 - et loi pour la réforme politique -1976-) elle fait partie de la constitution du régime franquiste.
Selon la loi des Cortes, celles-ci étaient l'organe de participation du peuple espagnol dans les tâches de l'État. Sa fonction était d'élaborer et d'approuver les lois, sans préjudice de la sanction qui correspondait au chef de l'État, Francisco Franco. Les Cortes étaient composées de :
- les ministres ;
- les conseillers nationaux de la Falange Española Tradicionalista y de las Juntas de Ofensiva Nacional Sindicalista (FET) et des Juntas de Ofensiva Nacional-Sindicalista (JONS) ;
- les présidents de hauts organismes ;
- les représentants de la famille, choisis par les têtes de famille (depuis la promulgation de la loi organique de l'État) ;
- les recteurs d'universités ;
- les présidents de certaines institutions culturelles ;
- les présidents des associations professionnelles ;
- ceux désignés par le chef de l'État.